# Боровиков, Геннадий Петрович
Генна́дий Петро́вич Боровико́в (1936—2004) — новатор в производстве, плавильщик-электрометаллург.

## Биография
Родился 11 октября 1936 года в селе Боровиково Байкаловского района Свердловской области.
Его отец погиб в Великой Отечественной войне под Москвой. На руках у матери осталось четверо детей. После окончания семилетней школы поехал в город Серов, где окончил ремесленное училище в 1954 году и с отличием металлургический техникум (1970).
С 1954 года — на предприятиях чёрной металлургии Свердловской области, в 1961—1972 — старший плавильщик Серовского металлургического завода.
Вначале осваивал строительную специальность арматурщика в СМУ-22 Металлургстроя (четыре квартала подряд был лучшим по профессии в ПО «Камгэсэнергострой»). В 1973—1974 в течение 4-х месяцев находился в стажировке в США (Питсбург). Принял активное участие в приёмке, монтаже и пуско-наладке оборудования.
В 1972—1999 годах Боровиков Г. П. на литейном производстве завода «КамАЗ»: в 1977—1997 бригадир плавильщиков производства чугунного литья (с перерывом в 1987—1992).
При личном участии Боровикова были смонтированы и освоены 11 электродуговых печей плавки и выдержки (ёмкостью 50 т и 75 т металла). В плавильных печах, обслуживаемых его бригадой, достигнута проектная производительность, прошли отработку и внедрение в производство энергосберегающие технологии: перевод электропечей на «АСУ — технологический процесс» с использованием ЭВМ (при этом достигнута экономия электроэнергии на 5,8 млн кВт.ч (на 01.01.1981), выпуск чугуна с шаровидным графитом (вместо ковкого), замена шамотной футеровки на магнезитовый кирпич, внедрение факельного торкретирования.
Умер 19 мая 2004 года в г. Набережные Челны.

## Память
- Геннадий Петрович — участник первой плавки чугуна в корпусе серого и ковкого чугуна (22.04.1976).
- Имя Боровикова занесено в «Летопись трудовой славы СССР» 1981—1985. (Москва, 1984).
- Скульптурный портрет Боровикова (автор Л. Зимина) передан в музей истории города (1989).
- В 2005 году на фасаде дома в Набережных Челнах, где жил Боровиков Г. П., установлена мемориальная доска[2].

## Награды и звания
- Звание Героя Социалистического Труда присвоено в 1981 году за выдающиеся успехи, достигнутые при сооружении 2-й очереди и освоении мощностей КамАЗа.
- Награждён двумя орденами Ленина, орденом Трудового Красного Знамени, медалями.
- Почётный гражданин города Набережные Челны (1999).